# Szárny és Teher
A Szárny és Teher című tanulmánykötetet Sólyom László köztársasági elnök 2010. január 29-én a budai Sándor-palota tükörtermében mutatta be. A Bölcsek Tanácsa nevű, független szakértőkből álló testület a köztársasági elnök kérésére az oktatás fejlesztésével és a korrupció visszaszorításával kapcsolatban dolgozott ki javaslatokat.
A javaslatokat kötetben jelentették meg, amelynek szerzői Sólyom László, Csermely Péter, Fodor István, Eva Joly és Lámfalussy Sándor.
A Bölcsek Tanácsa az államfő javaslatára 2008. november 25-én jött létre négy – magyar és nemzetközi kitekintéssel és tapasztalattal rendelkező – taggal.
Sólyom László az év november végén, sajtótájékoztatóján azt mondta, Magyarország hosszú évek óta súlyos társadalmi és gazdasági kérdésekkel küzd: a gazdaság állapota aggasztó, a társadalmi kohézió gyengül, és hiányzik a pozitív jövőkép. Mint hangsúlyozta: nincs kiút a jelenlegi gazdasági válságból, ha más alapvető strukturális problémákkal nem foglalkozik az ország.

## Külső hivatkozások
- A készítő, Csermely Péter blogbejegyzése a Szárny és Teher című tanulmánykötetről Archiválva 2010. február 5-i dátummal a Wayback Machine-ben
- A Szárny és Teher tanulmánykötet letöltése
- A Bölcsek Tanácsának honlapja